# Elcysma
Elcysma är ett släkte av fjärilar. Elcysma ingår i familjen bastardsvärmare.
Kladogram enligt Catalogue of Life:
| Elcysma | \| \| Elcysma caudata \| \| \| \| \| \| Elcysma dohertyi \| \| \| \| \| \| Elcysma eleganticauda \| \| \| \| \| \| Elcysma translucida \| \| \| \| \| \| Elcysma westwoodi \| \| \| \| |
|         | \| \| Elcysma caudata \| \| \| \| \| \| Elcysma dohertyi \| \| \| \| \| \| Elcysma eleganticauda \| \| \| \| \| \| Elcysma translucida \| \| \| \| \| \| Elcysma westwoodi \| \| \| \| |
|         | Elcysma caudata |
|         | |
|         | Elcysma dohertyi |
|         | |
|         | Elcysma eleganticauda |
|         | |
|         | Elcysma translucida |
|         | |
|         | Elcysma westwoodi |
|         | |